# Форт-Коллинс (Южный Парк)
«Форт-Коллинс» — шестой эпизод двадцатого сезона мультсериала «Южный парк». Вышел 26 октября 2016 года в США. В России премьера состоялась 3 ноября 2016 года на телеканале Paramount Comedy.

## Сюжет
После успешной троллинговой атаки против Дании друг Джеральда устраивает вечеринку у него дома, однако это не нравится Джеральду и он просит всех покинуть его дом и больше не связываться с ним. Джеральд даёт понять, что он занимался троллингом только ради развлечения.
Хайди и Картман показывают Кайлу доску «эмодзи-анализа». Согласно этому анализу троллинг устраивает не школьник, а взрослый. Хайди кажется, что это чей-то родитель. На основе алгоритма «эмодзи-анализа» Дания распознаёт одного тролля из Форт-Коллинса и публикует в открытый доступ интернет-историю каждого жителя этого города. Город рушится от хаоса, а тролля поджигают.
Джеральд узнаёт, что датчане нашли одного из троллей, и пытается связаться со своим другом-троллем, но тот отказывается с ним разговаривать. Картман просит Кайла извиниться перед Хайди, но Кайл рассказывает ему, что если датчане публично откроют интернет-историю Картмана, то Хайди сможет её увидеть. Чтобы Хайди не обиделась на Эрика, он врёт ей о своём прошлом. Несмотря на то, что Хайди его прощает, Картман беспокоится, что она всё же узнает правду.
Рэнди и Мистер Гаррисон понимают, что невозможно избавиться от «ягод-поминик», которые заставляют людей голосовать против Хиллари Клинтон. Рэнди заставляет Мистера Гаррисона сделать последнее честное обращение своим избирателям, чтобы убедить их голосовать против себя.

## Приём
Издание IGN поставило серии 9.2 балла из 10, там отметили, что серии становятся всё интереснее. В The A.V. Club эпизод был оценён в «B+», от сайта 411mania серия получила 7 баллов из 10, а от Den of Geek 3.5 звезды из 5.